# 路德维希·里特尔·冯·克歇尔

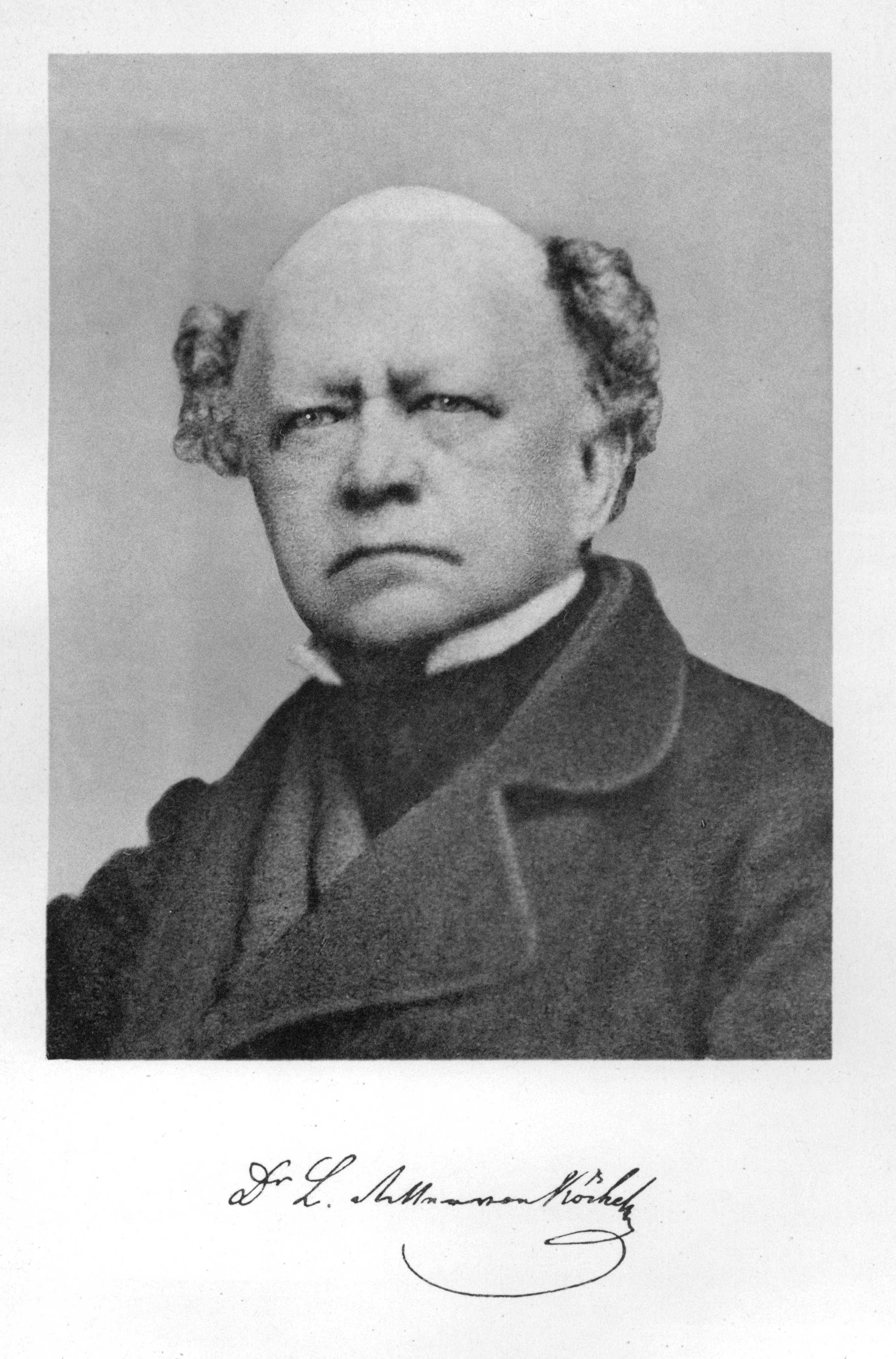

路德维希·阿洛伊斯·费迪南德·里特尔·冯·克歇尔（德語：Ludwig Alois Ferdinand Ritter von Köchel，1800年1月14日—1877年6月3日），奥地利音乐学家、作家、作曲家、植物学家和出版商，因给沃尔夫冈·阿马多伊斯·莫扎特的作品进行编号的克歇尔目录而闻名。
克歇尔出生于多瑙河畔克雷姆斯，在维也纳学习法律。克歇尔在查理大公家担任家庭教师长达十五年，也为克歇尔带来了丰厚的经济回报，使之可以自由从事各种学术活动。克歇尔曾在北非、伊比利亚半岛、英国、北角和俄罗斯从事植物学研究。此外，克歇尔还致力于地理学和矿物学研究。当然，克歇尔对音乐最为喜爱，也是萨尔茨堡莫扎特音乐大学的成员。中年以后，克歇尔致力于完成克歇尔目录，这也成为克歇尔一生中最大的伟业。

### 相关资料
- 《モーツァルトを「造った」男》（小宮正安）ISBN  9784062880961